# Pseudiolaus poultoni
Pseudiolaus poultoni är en fjärilsart som beskrevs av Riley 1928. Pseudiolaus poultoni ingår i släktet Pseudiolaus och familjen juvelvingar. Inga underarter finns listade i Catalogue of Life.